# سو بورجو یازگی جوشکون
سو بورجو یازگی جوشکون (به ترکی استانبولی: Su Burcu Yazgı Coşkun؛ زادهٔ ۱۵ آوریل ۲۰۰۵) بازیگر اهل ترکیه است. او به دلیل ایفای نقش در مجموعۀ تلویزیونی خواهر و برادرانم شناخته می‌شود. وی در سال ۲۰۲۲ موفق به کسب جایزه ستاره درخشان سال جوایز پروانه طلایی و همچنین بهترین زوج به همراه همبازی خود انور سعید یاران شد.

## زندگی و تحصیلات
جوشکون در ۱۵ آوریل ۲۰۰۵ در شهر استانبول به دنیا آمد. کوچک‌ترین فرزند خانواده است و سه برادر و یک خواهر بزرگتر از خودش دارد. او در رشته تئاتر دبیرستان هنرهای زیبای پرا تحصیل می‌کند. او در مراسم ۴۸مین جوایز پروانه طلایی در ۴ دسامبر ۲۰۲۲ برنده جایزه در بخش‌های ستاره درخشان سال و بهترین زوج مجموعۀ تلویزیونی با هم‌بازی خود اونور سعید یاران شد.

## حرفه
جوشکون در سن پنج سالگی بازیگری را به عنوان بازیگر کودک آغاز کرد. موفقیت او با شخصیت زینب در مجموعۀ تلویزیونی فانتزی محبوب رازی را به شما می‌گم در کنار دمت اوزدمیر، اکین کوچ، بوراک جان، برک جانکات و کاراکتر نشه در سریال کارادایی در کنار بازیگرانی چون کنعان ایمیرزالی‌اغلو و چتین تکنیدور به دست آمد. او در بسیاری از مجموعه‌های تلویزیونی و فیلم‌های محبوب بازی کرده‌است. از مجموعه‌های تلویزیونی محبوب که او در آن حضور بلندمدت داشته‌است می‌توان به مجموعۀ تلویزیونی کمدی عشق از نو، مجموعۀ تلویزیونی درام کلاغ در کنار باریش اردوچ و بورجو بیریجیک اشاره کرد. او در مورد بازی‌اش در مجموعۀ تلویزیونی اتاق قرمز مورد تحسین منتقدان قرار گرفت. او در پانزده سالگی در مجموعۀ تلویزیونی خواهر و برادرانم نقش آفرینی کرد که باعث معروفیت این بازیگر شد.

## زندگی شخصی
جوشکون به آهنگ‌های گروه پینک فلوید علاقه زیادی دارد. هم اکنون، او در شبکه‌اجتماعی اینستاگرام ۶/۵ میلیون دنبال کننده دارد.

## فیلم‌شناسی
| مجموعۀ تلویزیونی | مجموعۀ تلویزیونی             | مجموعۀ تلویزیونی | مجموعۀ تلویزیونی |
| سال              | عنوان                        | نقش              | توضیحات          |
| ---------------- | ---------------------------- | ---------------- | ---------------- |
| ۲۰۱۱             | سایز متفاوت                  | دلشاد            | نقش مکمل         |
| ۲۰۱۲             | قلب من چهار فصل است          | کودک             | نقش مکمل         |
| ۲۰۱۲–۲۰۱۴        | کارادایی                     | نِشه              | نقش مکمل         |
| ۲۰۱۳–۲۰۱۴        | رازی را به شما می‌گم          | زینب             | نقش مکمل         |
| ۲۰۱۴             | گناهکار                      | کودکی آسلیهان    | نقش مکمل         |
| ۲۰۱۵–۲۰۱۶        | عشق از نو                    | الیف سو گونای    | نقش مکمل         |
| ۲۰۱۷             | زن                           | کودکی بهار       | بازیگر میهمان    |
| ۲۰۱۷–۲۰۱۸        | حکایت ما                     | جِیلان            | بازیگر میهمان    |
| ۲۰۱۷             | سرنوشت سیاه                  | سونگول           | نقش مکمل         |
| ۲۰۱۹             | کلاغ                         | ناز              | نقش مکمل         |
| ۲۰۲۰             | اتاق قرمز                    | گولَر             | بازیگر میهمان    |
| ۲۰۲۱–۲۰۲۴        | خواهر و برادرانم             | آسیه اِرَن         | نقش اصلی         |
| ۲۰۲۴–۲۰۲۵        | داستان یک شب                 | جان‌اَفزا گیلیمچی  | نقش اصلی         |
| فیلم اینترنتی    |                              |                  |                  |
| سال              | عنوان                        | نقش              | توضیحات          |
| ۲۰۲۱             | به جای او مرا دوست داشته باش | سِلن              |                  |
| فیلم سینمایی     |                              |                  |                  |
| سال              | عنوان                        | نقش              | توضیحات          |
| ۲۰۱۲             | دابا ۳: پرونده یک جن         | بورجو            |                  |
| ۲۰۱۸             | ما را به یادآور              | ایرم             |                  |
| فیلم تلویزیونی   |                              |                  |                  |
| سال              | عنوان                        | نقش              | توضیحات          |
| ۲۰۱۲             | قلب‌های کوچک: زبان قلب        |                  |                  |
| ۲۰۱۳             | غمگین نباش                   |                  |                  |

| آگهی تبلیغاتی | آگهی تبلیغاتی               | آگهی تبلیغاتی | آگهی تبلیغاتی | آگهی تبلیغاتی |
| سال           | شرکت/محصول                  | نقش           | توضیحات       | منبع          |
| ------------- | --------------------------- | ------------- | ------------- | ------------- |
|               | تبلیغات ماه رمضان ترک تلکام | خودش          |               |               |
|               | HALLEY                      | خودش          |               |               |
|               | خطوط هوایی ترکیه            |               |               |               |
|               | İSTİKBAL REGİNA             |               |               |               |
|               | OMO KİRLENMEK GÜZELDİR      |               |               |               |
|               | YAPI KREDİ 30 AĞUSTOS       |               |               |               |

## جوایز و نامزدی‌ها
| سال  | عنوان جشنواره                                      | بخش/رشته                                          | فیلم             | نتیجه    | منبع                 |
| ---- | -------------------------------------------------- | ------------------------------------------------- | ---------------- | -------- | -------------------- |
| ۲۰۲۱ | جوایز گوندمی تی‌وی                                  | بهترین بازیگر زن فصل                              | خواهر و برادرانم | برنده    | [ ۷ ]                |
| ۲۰۲۱ | جوایز گوندمی تی‌وی                                  | بهترین زوج مجموعۀ تلویزیونی (با اونور سعید یاران) | خواهر و برادرانم | برنده    | [ ۷ ]                |
| ۲۰۲۱ | جوایز پروژه نظرسنجی از دانشجویان                   | بهترین زوج درام (با اونور سعید یاران)             | خواهر و برادرانم | برنده    | [ ۸ ]                |
| ۲۰۲۱ | جوایز گوزل                                         | ستاره درخشان                                      | خواهر و برادرانم | برنده    | [ ۹ ]                |
| ۲۰۲۱ | ۴۷مین جوایز پروانه طلایی                           | بهترین بازیگر زن                                  | خواهر و برادرانم | نامزدشده | [ ۱۰ ] [ ۱۱ ]        |
| ۲۰۲۱ | ۴۷مین جوایز پروانه طلایی                           | بهترین زوج مجموعۀ تلویزیونی (با اونور سعید یاران) | خواهر و برادرانم | نامزدشده | [ ۱۰ ] [ ۱۱ ]        |
| ۲۰۲۱ | ۷مین جایزه طلایی ۶۱ دانشگاه استانبول               | ستاره درخشان بازیگر زن سال                        | خواهر و برادرانم | برنده    | [ ۱۲ ]               |
| ۲۰۲۲ | جوایز گوزل                                         | بهترین بازیگر زن                                  | خواهر و برادرانم | برنده    | [ ۱۳ ]               |
| ۲۰۲۲ | جوایز گوزل                                         | بهترین زوج مجموعۀ تلویزیونی (با اونور سعید یاران) | خواهر و برادرانم | برنده    | [ ۱۳ ]               |
| ۲۰۲۲ | ۶مین دوره جوایز بهترین‌های سال دانشگاه اوکان        | بهترین زوج مجموعۀ تلویزیونی (با اونور سعید یاران) | خواهر و برادرانم | برنده    | [ ۱۴ ]               |
| ۲۰۲۲ | ۶مین جایزه بهترین‌های سال دانشگاه هالیج             | بهترین بازیگر زن نوظهور سال                       | خواهر و برادرانم | برنده    | [ ۱۵ ]               |
| ۲۰۲۲ | ۶مین جایزه بهترین‌های سال دانشگاه هالیج             | بهترین زوج مجموعۀ تلویزیونی (با اونور سعید یاران) | خواهر و برادرانم | برنده    | [ ۱۵ ]               |
| ۲۰۲۲ | ۴۸مین جوایز پروانه طلایی                           | بهترین بازیگر زن                                  | خواهر و برادرانم | نامزدشده | [ ۱۶ ] [ ۱۷ ] [ ۱۸ ] |
| ۲۰۲۲ | ۴۸مین جوایز پروانه طلایی                           | بهترین زوج مجموعۀ تلویزیونی (با اونور سعید یاران) | خواهر و برادرانم | برنده    | [ ۱۶ ] [ ۱۷ ] [ ۱۸ ] |
| ۲۰۲۲ | ۴۸مین جوایز پروانه طلایی                           | جایزه ستاره درخشان                                | خواهر و برادرانم | برنده    | [ ۱۶ ] [ ۱۷ ] [ ۱۸ ] |
| ۲۰۲۲ | ۷مین نظرسنجی بهترین‌های سال پلتفرم از دخترها بپرسید | بهترین بازیگر زن نوظهور سال                       | خواهر و برادرانم | برنده    | [ ۱۹ ]               |
| ۲۰۲۲ | ۷مین نظرسنجی بهترین‌های سال پلتفرم از دخترها بپرسید | بهترین زوج مجموعۀ تلویزیونی (با اونور سعید یاران) | خواهر و برادرانم | برنده    | [ ۱۹ ]               |